# Coniella granati
Coniella granati är en svampart som först beskrevs av Pier Andrea Saccardo, och fick sitt nu gällande namn av Petr. & Syd. 1927. Coniella granati ingår i släktet Coniella och familjen Schizoparmaceae.   Inga underarter finns listade i Catalogue of Life.